# Шебаршин, Леонид Владимирович
Леони́д Влади́мирович Шебарши́н (24 марта 1935, Москва, РСФСР, СССР — 30 марта 2012, Москва, Россия) — советский разведчик, генерал-лейтенант, начальник внешней разведки СССР (1989—1991), и. о. председателя КГБ СССР (с 22 по 23 августа 1991 года).

## Биография
Родился в семье Владимира Ивановича Шебаршина (1908—1951) и Прасковьи Михайловны (урождённой Лаврентьевой; 1909—1989). Дед по отцу, Иван Кузьмич Шебаршин, — коренной москвич, служил приказчиком в обувном отделе магазина «Мюр и Мерилиз» (впоследствии — ЦУМ). Бабушка Елена Ивановна (урождённая Шулюкина) происходила из семьи талдомского купца. Дед и бабушка по матери — Михаил Андреевич и Евдокия Петровна Лаврентьевы — в начале XX века переселились в Москву из Дмитровского уезда Московской губернии, осели в Марьиной Роще, где открыли своё сапожное дело. Отец Владимир Иванович Шебаршин начинал свою трудовую деятельность на обувной фабрике «Парижская коммуна», в 1931 году вступил в ВКП(б), был направлен на работу в советскую рыбную торговлю. В 1941 году был призван в действующую армию, служил в артиллерии, демобилизован в 1945 году в звании старшины.
В 1952 году, окончив среднюю школу с серебряной медалью, Шебаршин поступил на индийское отделение Московского института востоковедения, где изучал язык урду. В 1954 году Институт востоковедения был включён в состав Московского государственного института международных отношений (МГИМО), и Шебаршин был переведён на 3-й курс восточного факультета этого института.
После окончания МГИМО Шебаршин поступил на работу в МИД СССР. В октябре 1958 года начал работать в качестве переводчика посла СССР в Пакистане. В 1959 году получил дипломатический ранг атташе посольства. В 1962 году завершил командировку в должности 3-го секретаря посольства и был взят на работу в отдел Юго-Восточной Азии МИД СССР.
В 1962 году Шебаршин был приглашён в Первое главное управление КГБ СССР (внешняя разведка), где поступил на службу в звании младшего лейтенанта и занял должность оперуполномоченного. Пройдя годичное обучение в 101-й разведывательной школе, направлен на работу в центральный аппарат разведки в отдел, занимающийся Юго-Восточной Азией. В 1964 году был командирован на разведывательную работу в Пакистан под дипломатическим прикрытием, где зарекомендовал себя с положительной стороны. В 1968 году вернулся в Москву, прошёл годичную переподготовку на курсах усовершенствования руководящего состава в Краснознамённом институте КГБ. В 1970—1971 годах работал в центральном аппарате ПГУ КГБ СССР.
В начале 1971 года Шебаршин был направлен заместителем резидента КГБ в Индию; в 1975—1977 годах — резидент в Индии. Как отмечается, именно в эти годы советско-индийские отношения достигли пика своего развития (пока в 1977 году Индира Ганди не проиграла выборы).
До 1979 года Шебаршин работал в центральном аппарате разведки. В конце 1978 года получил приказ готовиться к работе в Иране. В 1979 году назначен резидентом КГБ в Иране. На время его работы там пришёлся побег его подчиненного майора Владимира Андреевича Кузичкина, завербованного британской разведкой. В 1983 году вернулся в Москву, несколько месяцев работал в штабном подразделении при начальнике ПГУ В. А. Крючкове, затем был назначен заместителем начальника (или начальником вместо Н. С. Леонова, ставшего в 1983 году заместителем В. А. Крючкова) информационно-аналитического управления внешней разведки. В 1984 году, сопровождая В. А. Крючкова, побывал в командировке в Кабуле. До середины 1991 года совершил более 20 полётов в Афганистан, где близко познакомился с руководителями страны Б. Кармалем, Наджибуллой, Кештмандом и другими местными политиками.
В 1987 году Шебаршин назначен заместителем начальника Первого главного управления КГБ СССР. В феврале 1989 года сменил В. А. Крючкова, назначенного председателем КГБ, на посту заместителя председателя КГБ СССР — начальника Первого главного управления КГБ СССР. М. С. Горбачев довольно долго (ноябрь 1988 г. — февраль 1989 г.) думал над назначением нового руководителя внешней разведки, ни один І заместитель Крючкова — В. А. Кирпиченко (именно он временно исполнял обязанности) и В. Ф. Грушко — не смогли возглавить ПГУ. О причинах такого поведения Горбачева в данном вопросе пока не известно, как и о мнении Крючкова о кандидатуре возможного преемника.
С началом ГКЧП «весь день 19 августа 1991 года демонстративно играл в теннис». С 22 по 23 августа 1991 года временно возглавлял КГБ СССР. С 30 сентября 1991 года — генерал-лейтенант в отставке.
В отставку вышел в знак протеста против деятельности начальника КГБ СССР Вадима Бакатина (см. Рожков, Владимир Михайлович). Его преемник Примаков предлагал ему вернуться первым замом.
Был учредителем и президентом АО «Российская национальная служба экономической безопасности» (фактически функционировало как охранное агентство).
C 2005 года являлся членом Совета директоров ОАО «Мотовилихинские заводы».

### Смерть
С возрастом у Шебаршина обострились проблемы со здоровьем, в последние дни жизни он полностью потерял зрение. Последняя запись в его личном дневнике датирована 29 марта 2012 года: «17.15 — отказал левый глаз. 19.00 полностью ослеп». По мнению его знакомого по службе Юрия Кобаладзе, а также друзей и коллег разведчика, только тяжёлая болезнь могла стать причиной трагической развязки. 30 марта 2012 года в своей квартире на 2-й Тверской-Ямской улице Леонид Шебаршин покончил жизнь самоубийством, застрелившись из наградного пистолета.
5 апреля 2012 года состоялась гражданская панихида, в которой приняли участие сослуживцы и коллеги Шебаршина, среди них руководители Службы внешней разведки разных лет Евгений Примаков и Вячеслав Трубников, а также ветеран разведывательной службы Николай Леонов.
Похоронен на Троекуровском кладбище в Москве.

## Личная жизнь
Был женат на Нине Васильевне Пушкиной (1934—2005). Имел двоих детей и пятеро внуков. Сын Алексей (род. 1959) — дипломат, индолог по образованию, окончил МГИМО, одно время был послом в Шри-Ланке, с апреля 2018 по декабрь 2024 года — Чрезвычайный и полномочный посол Российской Федерации в Нигерии. Дочь Татьяна (1964—1984) вскоре после рождения ребёнка скончалась.
Шебаршин с детства увлекался чтением, в последние годы читал преимущественно мемуарную и востоковедческую литературу. Любимые книги — «Лето Господне» И. С. Шмелёва и «Белая гвардия» М. А. Булгакова. Опубликовал книги «Рука Москвы», «Из жизни начальника разведки», «Хроники безвременья», «И жизни мелочные сны…».
Любил играть в теннис и смотреть футбол. Был мастером политического афоризма.
Говорил на английском, урду, фарси и хинди.
Стал известен как автор ряда афоризмов, которые позже неоднократно цитировались политиками и журналистами.

## Награды
- Орден Красной Звезды (1970)[5];
- Орден Красного Знамени (1981)[5];
- Медаль «За боевые заслуги» (1967);
- Знак «Почётный сотрудник госбезопасности» (1972)[5];
- Знак «За службу в разведке»[5];
- Наградной пистолет.

## Произведения
- Шебаршин Л. В. Рука Москвы. Записки начальника советской разведки. — М.: Центр-100, 1992. — 350 с. — ISBN 5-86082-011-9. (Переиздания: К.: Стодола, 1993. — 303 с. ISBN 5-7707-4403-0; М.: Эксмо, 2002. — ISBN 5-699-01206-0; М.: Центрполиграф, 2018, — 448 с. — (Наш XX век). — ISBN 978-5-227-07852-0)
- Шебаршин Л. В. Из жизни начальника разведки. — М.: Терра, 1997. — 192 с. — (Секретные миссии). — ISBN 5-300-01413-3.
- Шебаршин Л. В. [lib.ru/MEMUARY/SHEBARSHIN/shebarsh.txt Хроники Безвременья: Заметки бывшего начальника разведки]. — М.: Русский биографический институт, 1998. (2-е изд., доп. — М.: Трибуна, 2000. — 190 с. — ISBN 5-88923-005-0).
- Шебаршин Л. В. «И жизни мелочные сны…». — М.: Международные отношения, 2003. — 384 с. — ISBN 5-7133-1059-0. Архивировано 3 апреля 2012 года.
- Шебаршин Л. В. КГБ шутит: Афоризмы от начальника советской разведки. — М.: Алгоритм, 2013. — 320 с. — (Проза в). — 2000 экз. — ISBN 978-5-4438-0118-6.
- Шебаршин Л. В. Последний бой КГБ. — М.: Алгоритм, 2013. — 254 с. — (Трагедии советской истории). — ISBN 978-5-4438-0336-4.
- Шебаршин Л. В. Реквием по Родине. — М.: Алгоритм, 2014. — 255 с. — (Титаны XX века). — ISBN 978-5-4438-0594-8.
- Шебаршин Л. В. Хроники безвременья. Афоризмы начальника советской разведки.. — М.: Центрполиграф, 2018. — 224 с.